# Abbàs Hilmí II d'Egipte
Abbàs Hilmí II d'Egipte (àrab: عباس حلمي الثاني)  (Alexandria, 14 de juliol de 1874 - Ginebra, 19 de desembre de 1944) fou kediv d'Egipte (1892 - 1914).

## Biografia
Va estudiar a Viena i va succeir al seu pare Muhàmmad Tawfik el 8 de gener de 1892. Aviat es va enfrontar amb l'agent diplomàtic britànic i cònsol anglès al Caire, Sir Evelyn Baring (lord Cromer) i després amb Kitchener.
L'estiu de 1914 va viatjar a Constantinoble i el 25 de juliol fou ferit allí en un atemptat. En esclatar la I Guerra Mundial era encara a Constantinoble (agost) i també quan l'Imperi va entrar a la guerra al costat d'Alemanya i Àustria (octubre). Abbàs Hilmí va fer una crida als egipcis i sudanesos a lluitar contra els ocupants estrangers (novembre); el mateix dia es va proclamar l'estat de setge al Caire i el 18 de desembre Egipte fou declarat protectorat britànic. El 19 de desembre Abbàs fou declarat deposat i substituït pel príncep Husayn Kamil, el príncep degà de la família. Aquest va morir el 1917 i el va succeir Fuad I que el 15 de març de 1922 va prendre el títol de soldà i va declarar a Abbas Hilmi II desposseït de tots els seus drets (no pas la seva descendència) per un rescripte reial de 13 d'abril de 1922 publicat al Diari Oficial el dia 15.
El maig de 1931, establert a Suïssa, va renunciar al tron. Va morir a Ginebra el 20 de desembre de 1944. Va deixar dos fills: Muhàmmad Abd-al-Munim i Muhàmad Abd-al-Kàdir, el primer dels quals fou regent d'Egipte (1952-1953).

## Governs
- Mustafa Fahmi Pasha, nomenat per Muhammad Tawfik, fou ratificat el gener de 1892, fins al 15 de gener de 1893
- Hussein Fakhri Pasha 15 de gener de 1893 - 17 de gener de 1893
- Riyad Pasha 17 de gener de 1893 - 16 d'abril de 1894
- Boghos Nubar Pasha 16 d'abril de 1894 - 12 de novembre de 1895
- Mustafa Fahmi Pasha 12 de novembre de 1895 - 12 de novembre de 1908
- Boutros Ghali Pasha 12 de novembre de 1908 - 21 de febrer de 1910
- Muhammad Said Pasha 22 de febrer de 1910 - 5 d'abril de 1914
- Hussein Rushdi Pasha 5 d'abril de 1914 (va seguir fins al 12 d'abril de 1919 sota Husayn Kamil i sota Fuad I)